# توره روسا
توره روسا (به ایتالیایی: Torre Rossa) یک برج رمانسک واقع در آسته در ایتالیا است که تقریباً ۲۴ متر (۷۹ فوت) ارتفاع دارد و به شکل ۱۶ ضلعی است.

## تاریخچه
این برج یکی از قدیمی‌ترین ساختمان‌های آسته است و در دوره‌های مختلف ساخته شده است: بخش قرمز آن در قرن ۱ پیش از میلاد ساخته شده، در حالی که بخش بالایی با توف در قرن ۱۱ ساخته شده است. احتمالاً یکی از دو برج، یک دروازهٔ شهر از دورهٔ روم باستان بوده است.
گمان می‌رود که این مکان جایی بوده کهقدیس سکوندوس آسته پیش از اعدام به تاریخ ۳۰ مارس ۱۱۹ در آن زندانی شده بود. در قرن ۱۲، این برج به عنوان برج ناقوس کلیسای مجاور استفاده شد و هنوز هم این عملکرد را حفظ کرده است. زیرزمین آن بعداً پر و دیوار کشی شد تا پایداری آن افزایش یابد. یک گلدستهٔ مسی تا سال ۱۷۷۷ وجود داشت، زمانی که به دلیل ناامن بودن، برداشته شد.